# Bharatpur (stato)
Lo Stato di Bharatpur (noto anche come Bharatpore) fu uno stato principesco del subcontinente indiano, avente per capitale la città di Bharatpur.

## Storia
L'antenato della famiglia reale di Bharatpur era  Gokula Jat uno zamidar di Tilpat allora Mathura ora Faridabad, Haryana.
La città ed il forte di Bharatpur si crede siano stati costruiti dal maharaja Suraj Mal all'inizio del XVII secolo. Egli fondò così uno Stato nella regione di Mewat, a sud di Delhi, con capitale a Deeg. Capi come Gokula, Raja Ram, Churaman e Badan Singh riunirono insieme il popolo Jats ed attaccarono razziando l'intero territorio.

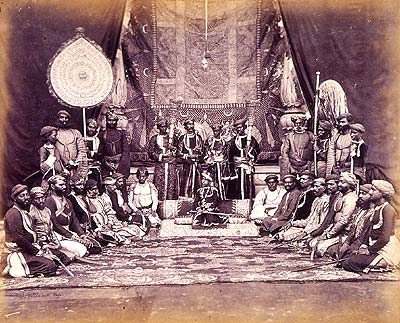
Il giovane maharaja di Bharatpur Jashwant Singh, all'età di 11 anni circa, nella sua corte nel 1862. Il giovane principe siede al centro della guddee (o trono reale) che è riccamente rivestita di velluto ed intessuta d'oro. Dietro di lui si trovano quattro servi, due dei quali con dei ventagli in piume di pavone, ed un chouree di peli di coda di yak. In seconda fila siedono i Rajah, i nobili ed i sardars di stato, dei quali molti erano suoi parenti o ufficiali di stato.

Il maharaja Suraj Mal fu il più grande dei regnanti dello Stato, fortificando la potenza militare del regno e fu il primo a tutti gli effetti a conquistare la regione di Bharatpur ed a spostarvi la capitale, fortificandola e rafforzandola con grandi mura tutte intorno.
Nel 1805 lo Stato divenne protettorato britannico e rimase in tale posizione sino all'indipendenza dell'India nel 1947 quando venne unito con altri stati confinanti a formare la "Matsya Union", la quale a sua volta venne poi unita ad altri territori per formare l'attuale Rajasthan.

## Governanti
I regnanti dello Stato di Kota portavano il titolo di maharaja

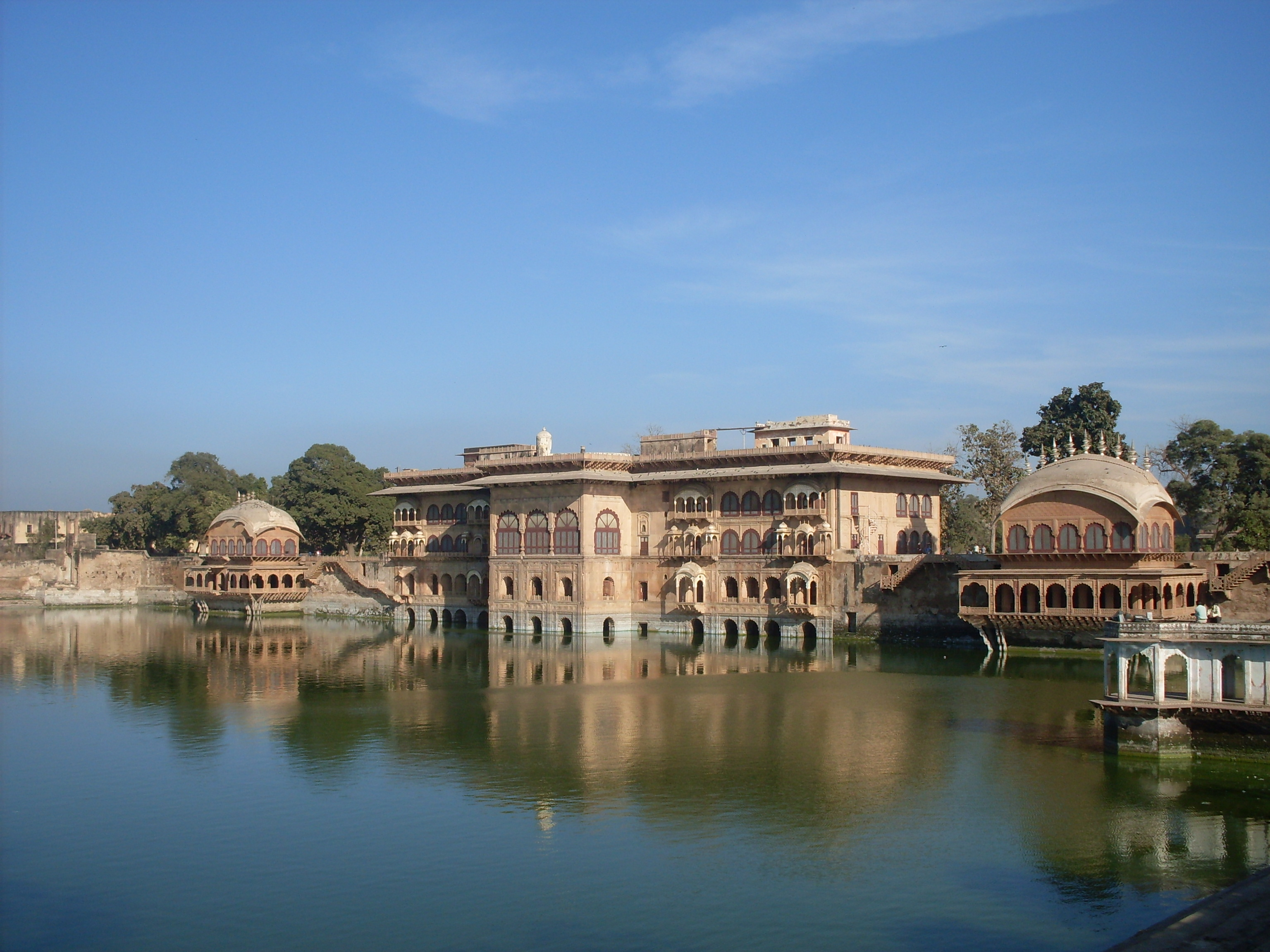
Il Palazzo di Deeg.

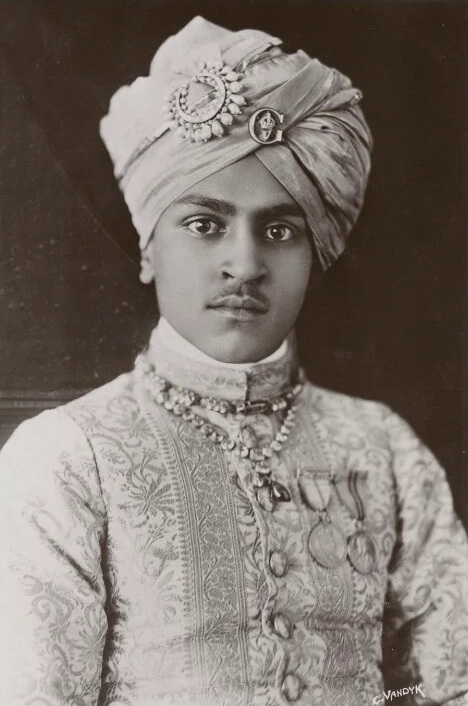
Il maharaja Kishan Singh. 1916.

- Gokula, ? - 1670
- Raja Ram, 1670–1688
- Churaman, 1695–1721
- Badan Singh, 1722–1756
- Suraj Mal, 1756–1767
- Jawahar Singh, 1767–1768
- Ratan Singh, 1768–1769
- Kehri Singh, 1769–1771
- Nawal Singh, 1771–1776
- Ranjit Singh, 1776–1805
- Randhir Singh, 1805–1823
- Baldeo Singh, 1823–1825
- Balwant Singh, 1825–1853
- Jashwant Singh, 1853–1893
- Ram Singh, 1893 - 1900 (esiliato)
- Kishan Singh, 1900–1929
  - Girraj Kaur, reggente 1900-1918
- Brijendra Singh, 1929-1947